# Maurice Karnaugh
Maurice Karnaugh, (Nueva York, 4 de octubre de 1924-El Bronx, 8 de noviembre de 2022) fue un físico y matemático estadounidense, conocido por el mapa de Karnaugh utilizado en el álgebra de Boole.

## Vida
Estudió matemáticas y física en el City College of New York (1944-1948) y se transfirió a la Universidad de Yale para completar su licenciatura (1949), M.Sc. (1950) y Ph.D. en física con una tesis sobre La Teoría de la Resonancia Magnética y duplicación de Tipo-Lambda en Óxido Nítrico (1952).
Karnaugh trabajó en los Laboratorios Bell (1952-1966), desarrollando el mapa de Karnaugh (1954), así como las patentes para la codificación PCM y la codificación de circuitos lógicos magnéticos. Más tarde, trabajó en la División Federal de Sistemas de IBM en Gaithersburg (1966-1970) y en el Centro de investigaciones Thomas J. Watson de IBM (1970-1989), estudiando las redes de interconexión multietapas.
Karnaugh fue elegido Fellow de IEEE en 1976, y ocupó un cargo adjunto en la Universidad Politécnica de Nueva York en el campus Westchester 1980-1999.
Estuvo casado, desde 1970 hasta su defunción, con Linn Blank Weil y tenía dos hijos adultos, Robert y Paul de su primer matrimonio.

## Publicaciones
- The Map Method for Synthesis of Combinational Logic Circuits, Trans. AIEE. pt I, 72(9):593-599, noviembre de 1953
- A New Class of Algorithms for Multipoint Network Optimization, IEEE Trans. Comm., mayo de 1976, pp. 505–505
- Issues in Computer Communications, IEEE Trans. Comm., pp. 495–498, 1972
- Generalized quicksearch for expert systems, in Proc. Artificial Intelligence for Applications, pp. 30–34. 1992
- «Symbolic Sets and the Real Line». symbolicsets.com. 2015. Archivado desde el original el 15 de agosto de 2018. Consultado el 24 de abril de 2016.